# Кабанов, Анатолий Яковлевич
Анато́лий Я́ковлевич Каба́нов (30 марта 1914, Златоуст — 25 июля 1978, Москва) — советский управленец, в 1962—1971 — директор Богословского алюминиевого завода (Краснотурьинск, Свердловская область), Герой Социалистического Труда (1966).

## Биография

### Ранние годы
Анатолий Яковлевич Кабанов родился в 30 марта 1914 года в городе Златоусте Челябинской области, в семье служащего. Русский.
В 1932 году окончил ФЗУ по профессии электромонтажника, работал на Златоустовском индустриальном заводе. К этому времени отца уже не было в живых, мать тяжело болела. Поступил учиться в Уральский индустриальный институт.
В 1937 году Анатолий Яковлевич окончил институт с отличием (инженер-механик) и был направлен на Магнитогорский металлургический комбинат (инженер управления главного механика).
В 1939 году Кабанов переезжает в Свердловск и работает мастером-механиком, затем главным механиком Свердловского подшипникового завода.

### Работа на Уральском алюминиевом заводе
Становление личности, закалка характера, производственный опыт — все это вмещает в себя огромный период работы Кабанова на Уральском алюминиевом заводе (Каменск-Уральский Свердловской области) (1940-1962 годы).
Свою карьеру на УАЗе Анатолий Яковлевич Кабанов начинал с должности механика электролизного цеха (1940-1943 годы), затем — инженер, начальник бюро отдела главного механика (1943-1947 годы), заместитель главного механика завода (1947-1951 годы), с 1951 по 1953 год — главный механик. После этого — год перерыва производственной деятельности: Анатолий Яковлевич был назначен парторгом ЦК КПСС Уральского алюминиевого завода. Впрочем, эта работа была напрямую связана с людьми, с производством. Уже тогда у Анатолия Яковлевича сложились доверительные отношения с наркомом цветной металлургии П. Ф. Ломако (1965 года — министр цветной металлургии). Позже они будут работать вместе.
В 1954 году Анатолию Яковлевичу доверяют руководство Уральским алюминиевым заводом. Период с 1954 по 1962 год, когда УАЗом руководил Кабанов, был насыщен многими новшествами в производстве. В глиноземном цехе шла реконструкция автоклавных отделений. В 1959 году на IV- м корпусе введена в строй опытно-промышленная установка для регулирования положения анодов. В 60-х годах началась автоматизация. Электролизный цех УАЗа первым в отрасли полностью перешёл на автоматическое регулирование положения анодов.
На УАЗе Анатолий Яковлевич в прямом смысле слова вырос как специалист и руководитель. Здесь обзаводился друзьями. Здесь пережил личную драму, оставшись один с тремя дочками-подростками. Забегая вперед, можно сказать, что с главной ролью — ролью отца Анатолий Яковлевич справился прекрасно: дети получили хорошее образование, стали прекрасными специалистами. Во втором браке, с женой Людмилой Владимировной он воспитал приемного сына.
Как скажет позже дочь Кабанова — Муза Анатольевна, «этот завод был для нас первым родным домом, Богословский алюминиевый — вторым».

### Работа на Богословском алюминиевом заводе
В 1962 году начинается новая полоса в жизни Анатолия Яковлевича Кабанова — его назначают директором Богословского алюминиевого завода, он вместе с семьей переезжает в Краснотурьинск. Анатолий Яковлевич довольно быстро утвердился и приобрел уважение коллектива БАЗа в не новой для себя роли директора.
Дальновидный руководитель, он делал все для развития завода, внедрения достижений науки и техники, прогрессивной технологии, передовых приемов труда, роста рентабельности производства, повышения экономических знаний кадров, автоматизации производственных процессов, улучшения условий труда, впервые освоена комбинированная технология «Байер-спекание», налажено производство глинозема для катализаторов в нефтехимической промышленности. Под его руководством коллектив завода проделал большую работу по досрочному вводу и освоению новых мощностей.
Присвоение в 1964 году звания «Коллектив коммунистического труда» стало огромной радостью для заводчан. А в 1966 году Указом Президиума Верховного Совета СССР «за досрочное выполнение заданий семилетнего плана по увеличению производства алюминия, досрочному вводу в действие новых мощностей по выпуску глинозема и внедрению передовой технологии» Богословский алюминиевый завод награждён орденом Ленина. Директору А. Я. Кабанову Указом Президиума Верховного Совета СССР присвоено звание Героя Социалистического Труда с вручением ордена Ленина и золотой медали «Серп и Молот»
Кабанов обладал незаурядными организаторскими способностями. Большое внимание уделял подбору кадров.
Анатолий Яковлевич Кабанов пользовался авторитетом не только в коллективе, но и в обкоме, и в Министерстве. Ему часто звонили из Москвы и советовались с ним по кадровым вопросам, потому что, работая на УАЗе и БАЗе, Кабанов хорошо знал многих специалистов-металлургов.

### Работа в Москве
В 1971 году А. Я. Кабанов соглашается на предложение из Москвы возглавить «Вторцветмет», член редколлегии журнала «Сталь». Приступает к работе с той же непримиримостью к нечестности, приспособленчеству. Очевидно, многое уже в то время расходится с его принципами, воспитанием, взглядами (признавался друзьям и родным).
Умер Анатолий Яковлевич Кабанов 25 июля 1978 года от инфаркта. Похоронен на Востряковском кладбище.
По отзывам всех людей, близко знавших Анатолия Яковлевича, он был порядочным и честнейшим человеком. Именно о таких, как он, в то время говорили: настоящий коммунист. А это значит — минимум заботы о себе (и даже о своей семье, если это касалось каких-то льгот), максимум о людях, об общем деле.

## Награды
- Медаль «За доблестный труд в Великой Отечественной войне 1941—1945 гг.» (1946 год)
- Медаль «За трудовое отличие» (5 мая 1949 года)
- Медаль «За трудовую доблесть» (27 декабря 1954 год)
- Орден Ленина (9 июня 1961 год) — за достигнутые успехи в развитии цветной металлургии[4]
- Герой Социалистического Труда (Указ Президиума Верховного Совета СССР от 20 мая 1966 года, орден Ленина и медаль «Серп и Молот») — за выдающиеся успехи, достигнутые в развитии цветной металлургии[5]
- Орден Октябрьской Революции (30 марта 1971 года) — за достигнутые успехи в выполнении заданий восьмой пятилетки, улучшении качества продукции[6]